# Heterofragilia brevicauda
Heterofragilia brevicauda là một loài nhện biển trong họ Ascorhynchidae. Loài này thuộc chi Heterofragilia. Heterofragilia brevicauda được miêu tả khoa học năm 1991 bởi Stock.